# Inostemma africanum
Inostemma africanum är en stekelart som beskrevs av Ghesquière 1939. Inostemma africanum ingår i släktet Inostemma och familjen gallmyggesteklar. Inga underarter finns listade i Catalogue of Life.